# Stráne pod Tatrami
Stráne pod Tatrami (in ungherese Tátraalja, in tedesco Forberg) è un comune della Slovacchia facente parte del distretto di Kežmarok, nella regione di Prešov.